# Rumania en los Juegos Olímpicos de Albertville 1992
Rumania estuvo representada en los Juegos Olímpicos de Albertville 1992 por un total de 23 deportistas que compitieron en 8 deportes.  
El portador de la bandera en la ceremonia de apertura fue el deportista de luge Ioan Apostol. El equipo olímpico rumano no obtuvo ninguna medalla en estos Juegos.